# الانتخابات الرئاسية التونسية 1999
الانتخابات الرئاسية 1999 في تونس أقيمت يوم الأحد 24 أكتوبر، وهي الانتخابات الرئاسية الثالثة في عهد الرئيس زين العابدين بن علي بعد انتخابات سنوات 1989 و1994.

## النتائج
| نتائج الانتخابات الرئاسية التونسية 1999 | نتائج الانتخابات الرئاسية التونسية 1999 | نتائج الانتخابات الرئاسية التونسية 1999 | نتائج الانتخابات الرئاسية التونسية 1999 | نتائج الانتخابات الرئاسية التونسية 1999 |
| الحزب                                   | الحزب                                   | المترشح                                 | عدد الأصوات                             | النسبة                                  |
| --------------------------------------- | --------------------------------------- | --------------------------------------- | --------------------------------------- | --------------------------------------- |
|                                         | التجمع الدستوري الديمقراطي              | زين العابدين بن علي                     | 3,269,067                               | 99.45%                                  |
|                                         | حزب الوحدة الشعبية                      | محمد بالحاج عمر                         | 10,492                                  | 0.32%                                   |
|                                         | الاتحاد الديمقراطي الوحدوي              | عبد الرحمن التليلي                      | 7,662                                   | 0.23%                                   |
| عدد الأصوات الصحيحة                     | عدد الأصوات الصحيحة                     | عدد الأصوات الصحيحة                     | 3,287,221                               | 99.73%                                  |
| الأوراق الملغاة                         | الأوراق الملغاة                         | الأوراق الملغاة                         | 8,799                                   | 0.27%                                   |
| عدد المصوتين                            | عدد المصوتين                            | عدد المصوتين                            | 3,296,020                               |                                         |
| عدد المسجلين                            | عدد المسجلين                            | عدد المسجلين                            | 3,605,942                               |                                         |
| نسبة المشاركة                           | نسبة المشاركة                           | نسبة المشاركة                           | 91.40%                                  | 91.40%                                  |